# Patrick Sylvestre
Pour les articles homonymes, voir Sylvestre.
Patrick Sylvestre est un  ancien joueur de football suisse né le 1er septembre 1968 qui évoluait au post de milieu de terrain. 

## Biographie
Né le 1er septembre 1968 dans la bourgade de Bure, dans le canton du Jura, Patrick Sylvestre participe à la Coupe du monde 1994 puis à l'Euro 1996 avec l'équipe de Suisse. Lors de la Coupe du monde il joue un match face à la Roumanie.
Il remporte un titre de champion de Suisse avec le FC Sion.
Il est l'entraîneur du FC Bure , club de troisième ligue régionale suisse, depuis la saison 2015/2016.

## Palmarès
- Champion de Suisse en 1997 avec le FC Sion
- Vainqueur de la Coupe de Suisse en 1993 avec le FC Lugano, en 1996 et 1997 avec le FC Sion[3]

## Équipe nationale
- 11 sélections
- Première sélection : Espagne-Suisse 2-1, le 13 décembre 1989 à Santa Cruz
- Dernière sélection : Suisse-Roumanie 4-1, le 22 juin 1994 à Détroit